# Iosco County
Iosco County är ett administrativt område i delstaten Michigan, USA. År 2010 hade countyt 25 887 invånare. Den administrativa huvudorten (county seat) är Tawas City. 

## Geografi
Enligt United States Census Bureau har countyt en total area på 4 898 km². 1 422 km² av den arean är land och 3 476 km² är vatten.   

### Angränsande countyn
- Alcona County - nord
- Arenac County - sydväst
- Ogemaw County - väst
- Oscoda County - nordväst
- Huronsjön (engelska: Lake Huron; franska: Lac Huron) - öst

### Städer och samhällen
- Alabaster
- Au Sable
- Burleigh
- East Tawas
- Long Lake
- Oscoda
- Reno
- Sherman
- South Branch
- Tawas
- Tawas City
- Whittemore
- Wilber